# Garz/Rügen
 Garz  város a Németország Mecklenburg-Elő-Pomeránia tartományában A Rügen szigeten.

## Fekvése
A Rügen sziget déli részen fekszik.

## Városrészek
31 városreśz létezik:
| - Bietegast - Buhse - Dumsevitz - Foßberg - Freudenberg - Garz/Rügen | - Glewitz - Grabow - Groß Schoritz - Gützlaffshagen - Heidekaten - Heidenfelde | - Karnitz - Klein Stubben - Kniepow - Koldevitz - Kowall - Losentitz | - Maltzien - Palmer Ort - Poltenbusch - Poppelvitz - Rosengarten - Schabernack | - Silmenitz - Smitershagen - Swine - Tangnitz - Wendorf - Zicker | - Zudar |

## Története
III. Wizlaw rügeni herzeg  emelte a települést város rangjára 1316-ban és úgy Rügen leggregibb városa.
1648 és 1815 között a város Svédországhoz tartozott. 1769.  Schoritzban 1796-ban született Ernst Moritz Arndt.

## Turistalátványosságok

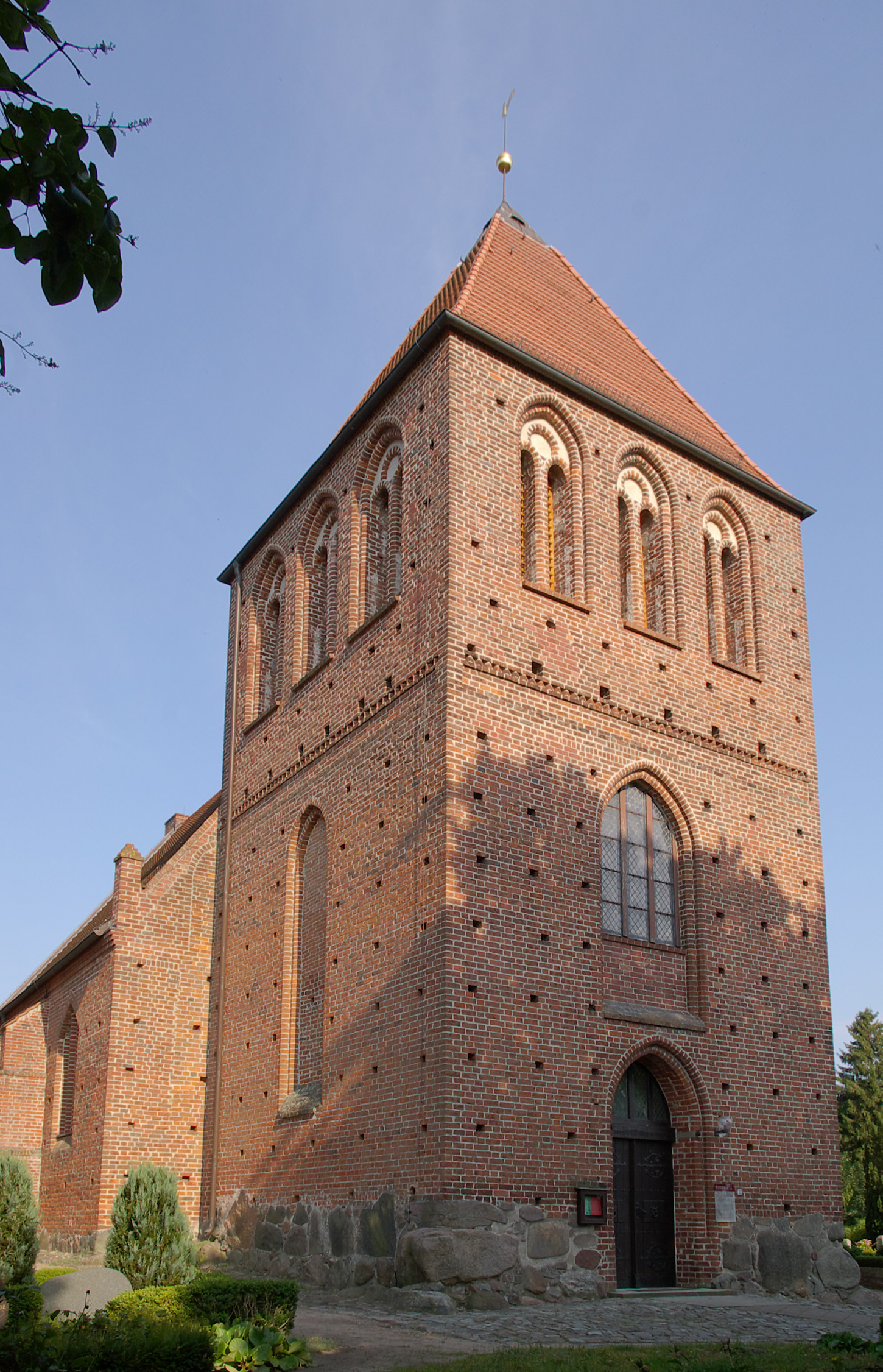
A Dt. Péter templom

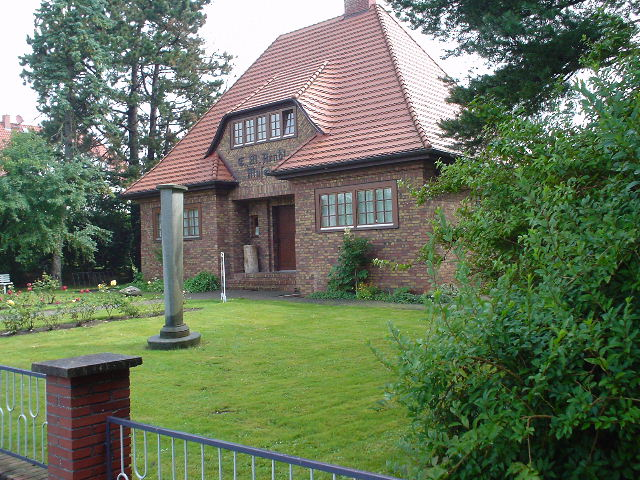
Ernst-Moritz-Arndt-múzeum

- evangelikus templom St. Péter
- Ernst-Moritz-Arndt-múzeum